# Maranathakerk (Werkendam)

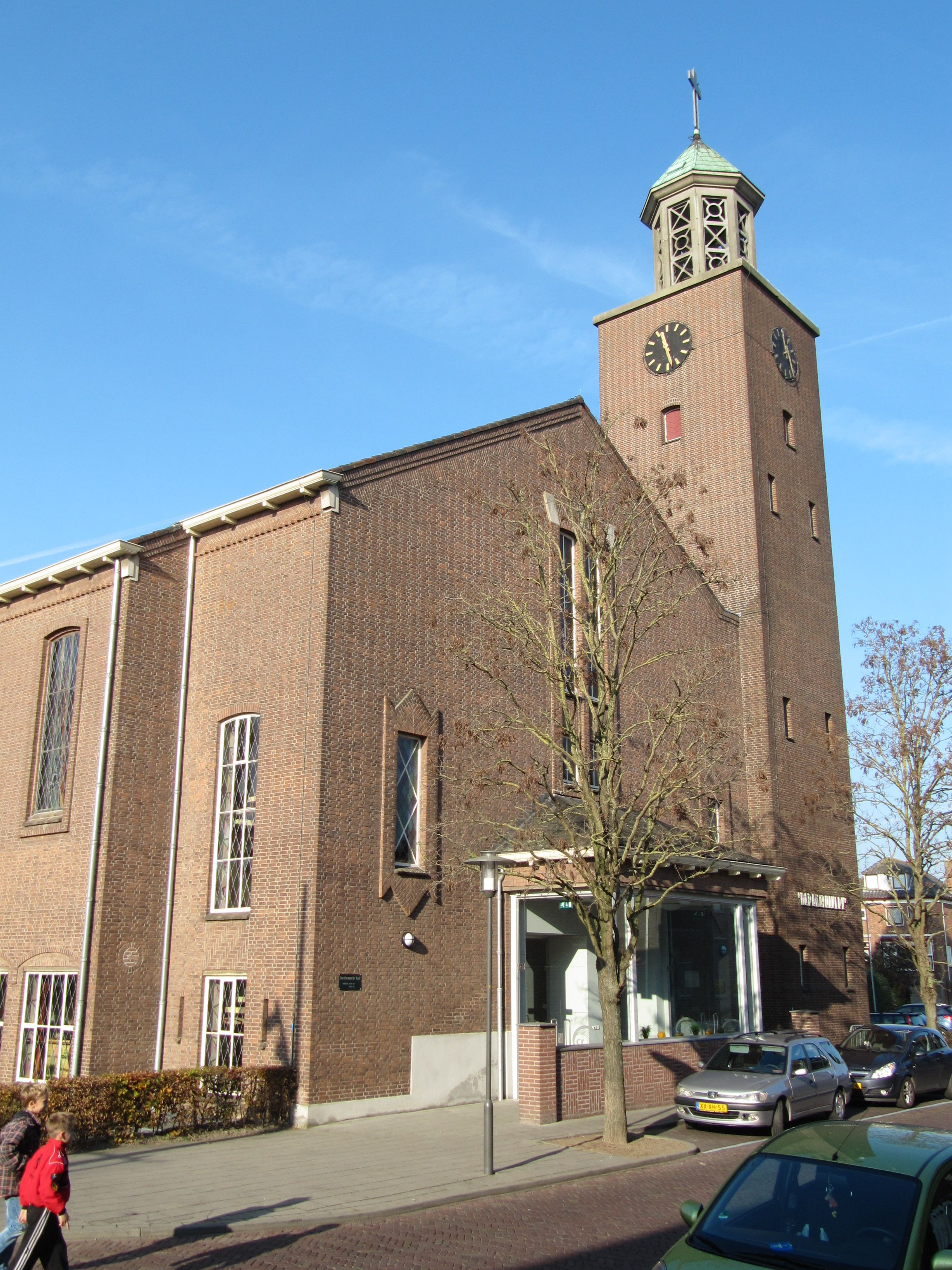

De Maranathakerk is een gereformeerde kerk aan de Merwestraat in Werkendam.

## Kerkgebouw
De in traditionalistische stijl gebouwde kerk vervangt de kerk die samen met de molen en de Dorpskerk door de Duitsers werd opgeblazen, omdat deze wisten dat er vanuit de hoge gebouwen door het verzet geseind werd. Het huidige gebouw en het orgel zijn beide uit 1956. Architect is B.W. Plooij (1890-1967), het orgel werd gebouwd door de Alkmaarse firma B. Pels & Zn. De kerk is in 2006 gerestaureerd en heeft plaats voor 750 personen.